# Bill Behrens
Bill Behrens (* 26. Juni 1970 in Pasadena, Kalifornien) ist ein ehemaliger US-amerikanischer Tennisspieler.

## Leben
Behrens war auf der ITF Junior Tour aktiv. Er spielte 1988 beim Juniorenturnier der US Open, wo er im Einzel und Doppel seine Erstrundenbegegnung verlor. Danach studierte er an der UCLA. Dort spielte er auch College Tennis und wurde in die Bestenauswahl All-American gewählt. Sein damaliger Gegenspieler Pete Sampras merkte 1988 an, dass Behrens zwar das Zeug zum Profispieler habe, ihm aber die nötige Willensstärke fehle.
Er wurde 1993 Tennisprofi und spielte zunächst auf unterklassigen Turnieren der ATP Satellites Series. Einen ersten Achtungserfolg erzielte er im September 1993, als er an der Seite von Martin Zumpft, der über den größten Teil der Saison sein fester Doppelpartner war, das Halbfinale des Challenger-Turniers von Singapur erreichte. Im darauf folgenden Jahr errang er mit Kirk Haygarth in Celle seinen ersten Challenger-Doppeltitel. Bis 1996 gewann er mit wechselnden Partnern insgesamt fünf weitere Doppeltitel auf der ATP Challenger Tour. Sein größter Erfolg auf der ATP Tour war der Sieg beim Turnier von St. Pölten 1995 mit seinem Landsmann Matt Lucena. Im darauf folgenden Jahr standen beide im Finale von Atlanta und unterlagen dort Christo van Rensburg und David Wheaton in zwei Sätzen. Die höchste Notierung in der Tennisweltrangliste erreichte er 1996 mit Position 226 im Einzel sowie Position 72 im Doppel.
Im Einzel konnte er sich nie für ein Grand-Slam-Turnier qualifizieren. In der Doppelkonkurrenz erreichte er 1997 an der Seite von Chris Haggard das Achtelfinale von Wimbledon. Seinen einzigen Auftritt in der Mixed-Konkurrenz hatte er 1996 mit Kimberly Po bei den French Open, die Erstrundenbegegnung ging in drei Sätzen verloren.

## Erfolge
| Legende                       |
| Grand Slam                    |
| Tennis Masters Cup            |
| ATP Masters Series            |
| ATP International Series Gold |
| ATP International Series (1)  |
| ATP Challenger Series (5)     |

| ATP-Titel nach Belag |
| Hartplatz (0)        |
| Sand (1)             |
| Rasen (0)            |
| Teppich (0)          |

### Doppel

#### Turniersiege

##### ATP Tour
| Nr. | Datum         | Turnier    | Belag | Partner     | Finalgegner              | Ergebnis |
| --- | ------------- | ---------- | ----- | ----------- | ------------------------ | -------- |
| 1.  | 26. Juni 1995 | St. Pölten | Sand  | Matt Lucena | Libor Pimek Byron Talbot | 7:5, 6:4 |

##### Challenger Tour
| Nr. | Datum            | Turnier       | Belag       | Partner        | Finalgegner                       | Ergebnis      |
| --- | ---------------- | ------------- | ----------- | -------------- | --------------------------------- | ------------- |
| 1.  | 20. Februar 1994 | Celle         | Teppich (i) | Kirk Haygarth  | Alexander Mronz Arne Thoms        | 6:4, 4:6, 6:3 |
| 2.  | 5. Februar 1995  | Lippstadt     | Teppich (i) | Mathias Huning | Bret Garnett T. J. Middleton      | 6:4, 3:6, 7:6 |
| 3.  | 26. Februar 1995 | Cherbourg (1) | Hartplatz   | Matt Lucena    | Marius Barnard Stefan Kruger      | 7:6, 6:1      |
| 4.  | 30. Juli 1995    | Posen         | Sand        | Matt Lucena    | Jeff Belloli Jack Waite           | 7:5, 6:1      |
| 5.  | 25. Februar 1996 | Cherbourg (2) | Hartplatz   | Marius Barnard | João Cunha e Silva Mathias Huning | 6:2, 4:6, 6:3 |

#### Finalteilnahmen

##### ATP-Tour
| Nr. | Datum       | Turnier | Belag | Partner     | Finalgegner                   | Ergebnis |
| --- | ----------- | ------- | ----- | ----------- | ----------------------------- | -------- |
| 1.  | 5. Mai 1996 | Atlanta | Sand  | Matt Lucena | Christo van Rensburg Jim Pugh | 6:7, 2:6 |